# 武方直己
武方 直己（たけかた なおき、1963年7月10日 - ）は、TBSのアナウンサー（1986年 - 2006年）。TBSスポーツ局業務推進部次長。NPO法人「日本マザーズ協会」アドバイザー。愛媛県生まれ（東予市→現在：西条市出身）。

## プロフィール
愛媛県立今治西高等学校の時、ワンダーフォーゲル部に所属。その後、中央大学経済学部を卒業し（大学時代は詩吟をやっており、中央大学朗吟会に所属）、1986年4月にアナウンサー第22期生としてTBSへ入社。同期アナウンサーには岡崎潤司、岡田泰典、戸崎貴広がいる。主に大相撲中継やボクシング中継など、スポーツ中継を担当。ボクシングは鬼塚勝也のデビュー戦などを、サッカーは1998年のワールドカップを担当した。
2006年7月頃、PRセンターに異動。アナウンス職を離れた。PRセンターでは3年間勤務。2007年には「世界陸上・大阪大会」の宣伝プロデュースを担当。その間、2009年4月にはTBSグループの企業再編（持株会社化（TBSHD））に伴い、TBSへ転籍している。その後、制作部署でドラマやバラエティ番組を担当ののち、スポーツ局に配属。2012年現在スポーツ局業務推進部次長を務める。
趣味に落語を挙げており、初代三笑亭夢丸に師事し三笑亭我夢を拝名。前座修行を経て高座に上がったことがある。

## 出演番組
※いずれも、アナウンサーを務めていた2006年までのもの。

### スポーツ中継（ラジオorテレビ）
※担当競技は野球、相撲、ボクシング、サッカー、陸上競技・マラソンなど。
- プロ野球中継[1]
  - エキサイトベースボール（ラジオ）
  - ザ・プロ野球（テレビ）
- 大相撲実況中継/待ったなし大相撲（ラジオ）
- サッカー中継[1]
  - J-LEAGUE WIDE（テレビのJリーグ中継）
  - FIFAワールドカップ中継（1998年[1]・2002年[1]）
    - FIFA W杯フランス98 アルゼンチンVSジャマイカ（ラジオ、1998年6月21日、24:25 - 26:45）[10]
    - FIFA W杯フランス98 日本VSジャマイカ（ラジオ、1998年6月26日、22:00 - 26:10）[10]
- バスケットボール（NBA）中継[1]
- ゴルフ中継（テレビ）
  - 名球会チャリティゴルフ（1993年1月17日、14:00 - 15:24）：リポーター[11]
  - '93スプリント・クラシック（1993年5月8日、25:40 - 27:40）：実況[12]

### ラジオ
- サンデー・スポーツパラダイス（1992年）[5]
- ツー快!スポーツランド（1994年）[5]
- ザ・ヒットパレード〜週間有線カウントダウン
- 武方直己のサタデーGOGO!（1997年）[4][5]
- 武方直己のサタデーGOGOGO!（上記のリニューアル番組）
- 新世紀ラジオ 歌え!ドン・キホーテ[4]
- ザ・ベースボールジョッキー（2000年4月4日 - 2000年10月1日、火曜 - 日曜21:00 - 22:00）[10]
- ゴーゴースポーツ!（「ゴーゴースポーツ」[1]、2000年4月8日 - 2001年3月24日、土曜17:00 - 17:45）[10]
- 森本毅郎・スタンバイ!（「スポーツスタンバイ」コーナーに不定期出演）
- おとなの時間割 所さんのブクブクゴシゴシ!
- 生島ヒロシのおはよう一直線（パーソナリティ・生島ヒロシの代役）

### テレビ
- ナイスプレー!ライオンズ[1][13]
- 情報!もぎたてサラダ（スポーツコーナー担当[1]）
- JNNおはようニュース&スポーツ（1987年）[4][5]
- あなたにオンタイム[1]
- おはようクジラ（1996年。スポーツコーナー担当）[4][5]
- JNNフラッシュニュース[1]

## 広報担当番組
※いずれも、PRセンター時代に担当したテレビ番組。
- リンカーン
- オビラジR
- ワンステップ!
- ひみつのアラシちゃん!
- 世界陸上・大阪大会（2007年。宣伝プロデュース）

## 参考資料
- TBS50年史（2002年1月、東京放送編・発行）…国立国会図書館の所蔵情報
  - 資料編
  - 付録DVD-ROM『ハイブリッド検索編』（Windows対応）
    - 『TBSアナウンサーの動き』（ラジオ東京→TBSの歴代アナウンサーの記録を、同社の歴史とともにまとめた文書。PDFファイル。全34ページ）
    - ラジオ番組データベース
    - テレビ番組データベース
- 各種外部リンク